# Sallay András
Sallay András (Budapest, 1953. december 15. –) olimpiai ezüstérmes, világbajnok magyar jégtáncos, a legendás Regőczy–Sallay-jégtánckettős férfi tagja.

## Pályafutása
1961-től korcsolyázik versenyszerűen a Budapesti Petőfiben (a Budapest Sport Egyesület). 1967-ig egyéni műkorcsolyázó, 1967–1985 között Regőczy Krisztinával páros jégtáncban versenyezett.

### Sporteredményei
Jelentősebb sporteredményeit kizárólag Regőczyvel alkotott páros versenyei során érte el. 1972-től 1980-ig megszakítás nélkül kilencszer magyar bajnokok. 1970-ben tagjaivá váltak a válogatott keretnek. A leningrádi Európa-bajnokságon tizenharmadikok, 1971-ben Zürichben tizennegyedikek, 1972-ben Göteborgban pedig a tizenegyedik helyen végeztek. Az 1973-as pozsonyi világbajnokságon tizenharmadikok, a kölni Európa-bajnokságon tizedikek voltak. Az 1974-es müncheni világbajnokságon már a hatodik, a zágrábi Európa-bajnokságon pedig a hetedik helyet szerezték meg.
Az 1975-ös Colorado Springs-i világbajnokságon és a koppenhágai Európa-bajnokságon egyaránt hatodikok. Az 1976-os innsbrucki olimpián az ötödik helyen végeztek, a göteborgi világbajnokságon és a genfi Európa-bajnokságon már negyedikek.
Az 1977-es tokiói világbajnokságon szintén negyedik helyre jöttek be, a helsinki Európa-bajnokságon végre a dobogóra állhattak, ezüstérmesek lettek. Az 1978-as ottawai világbajnokságon és a strasbourgi Európa-bajnokságon harmadikok. Az 1979-es bécsi világbajnokságon másodikok, a zágrábi Európa-bajnokságon bronzérmesek.
Az 1980-as Lake Placid-i olimpián és a göteborgi Európa-bajnokságon ezüstérmesek lettek, majd  Dortmundban világbajnokok.
1980-tól 1985-ig hivatásos jégtáncosok voltak. Az amerikai Ice Follies & Holiday on Ice jégrevü tagjai. 1985-ben háromszoros hivatásos világbajnokként fejezik be közös, aktív sportolói pályafutásukat. Sallay azonban nem szakadt el végleg a sport világától.

## Visszavonulása után
1986-tól az International Management Group képviselőjeként – többek között – sportmenedzseléssel foglalkozik. A Kék Duna Golf Klub elnöke.

## Díjai, elismerései
- Prima díj (2014)
- Budapestért díj (2019)